# Армия Федерации Боснии и Герцеговины
Армия Федерации Боснии и Герцеговины (босн. и хорв. Vojska Federacije Bosne i Hercegovine, серб. Војска Федерације Босне и Херцеговине) — вооружённые силы Федерации Боснии и Гецеговины, существовавшие с 1995 по 2005 год.

## История
Армия Федерации Боснии и Герцеговины была образована в 1995 году в результате слияния Армии Республики Босния и Герцеговина и вооружённых сил Хорватского вече обороны, в соответствии с решениями, принятыми Дейтонским соглашением. В 2005 году Армия Федерации Боснии и Герцеговины и Армия Республики Сербской были объединены и составили Вооружённые силы Боснии и Герцеговины.

## Организационная структура (2000)[1]
- Оперативное командование (Сараево)
  -  1-й корпус (Сараево)
    - 121-я моторизованная бригада (Тарчин)
    -  7-я рыцарская механизированная бригада (Зеница)
    - 401-я рыцарская моторизованная бригада (Мостар)
    - 820-я мотострелковая бригада (Горажде)

  -  2-й корпус (Тузла)
    - 501-я Славная моторизованная бригада (Бихач)
    - 517-я моторизованная бригада (Саница)

  -  1-й гвардейский корпус (Мостар)
    -  1-я гвардейская механизированная бригада «Анте Бруно Бусич» (Дрвар)
    -  2-я гвардейская механизированная бригада (Есенице)
    -  3-я гвардейская мотострелковая бригада «Ястребы» (Витез)
    -  4-я гвардейская мотострелковая бригада «Сыны Посавины» (Орашье)

  - 1-я артиллерийская дивизия
  - 2-я артиллерийская дивизия
  - Бригада быстрого реагирования (Сараево)
  - Командование учений и доктрин
  - Командование логистики

## Виды вооружённых сил

### Военно-воздушные силы

#### Техника и вооружение
Данные о технике и вооружении ВВС Федерации Боснии и Герцеговины взяты со страницы журнала Aviation Week & Space Technology.
| Тип                           | Производство | Назначение                   | Количество | Примечания |
| ----------------------------- | ------------ | ---------------------------- | ---------- | ---------- |
| Bell Helicopter Textron UH-1H | США          | многоцелевой вертолёт        | 15         |            |
| Ми-8                          | СССР         | многоцелевой вертолёт        | 3          |            |
| UTVA 75                       | Югославия    | учебно-тренировочный самолёт | 3          |            |

## Знаки различия

### Генералы и офицеры
| Категории               | Генералы                    | Генералы      | Генералы          | Генералы          | Генералы         | Старшие офицеры | Старшие офицеры | Старшие офицеры | Младшие офицеры | Младшие офицеры   | Младшие офицеры | Младшие офицеры   |
| ----------------------- | --------------------------- | ------------- | ----------------- | ----------------- | ---------------- | --------------- | --------------- | --------------- | --------------- | ----------------- | --------------- | ----------------- |
|                         |                             |               |                   |                   |                  |                 |                 |                 |                 |                   |                 |                   |
| Боснийское звание       | Predsjednik republike       | General       | General-pukovnik  | General-major     | Brigadni general | Pukovnik        | Podpukovnik     | Major           | Viši Kapetan    | Kapetan           | Poručnik        | Podporučnik       |
| Российское соответствие | Маршал Российской Федерации | Генерал армии | Генерал-полковник | Генерал-лейтенант | Генерал-майор    | Полковник       | Подполковник    | Майор           | Капитан         | Старший лейтенант | Лейтенант       | Младший лейтенант |

### Сержанты и рядовые
| Категории               | Подофицеры        | Подофицеры    | Подофицеры          | Подофицеры      | Подофицеры      | Подофицеры | Рядовые           | Рядовые  | Рядовые |
| ----------------------- | ----------------- | ------------- | ------------------- | --------------- | --------------- | ---------- | ----------------- | -------- | ------- |
|                         |                   |               |                     |                 |                 |            |                   |          |         |
| Боснийское звание       | Glavni narednik   | Viši narednik | Narednik prve klase | Štabni narednik | Narednik        | Kaplar     | Vojnik prve klase | Vojnik   | Regrut  |
| Российское соответствие | Старший прапорщик | Прапорщик     | нет                 | Старшина        | Старший сержант | Сержант    | Младший сержант   | Ефрейтор | Рядовой |